# Antodynerus luteoniger
Antodynerus luteoniger är en stekelart som först beskrevs av Giordani Soika 1943.  Antodynerus luteoniger ingår i släktet Antodynerus och familjen Eumenidae. Inga underarter finns listade i Catalogue of Life.